# Processo di Mühldorf
Il processo di Mühldorf (ufficialmente: Case 000-50-136 United States of America v. Franz Auer et al) è stato un processo per crimini di guerra celebrato presso il tribunale militare di Dachau dall'esercito degli Stati Uniti nei confronti di 14 persone accusate di crimini di guerra legati ai campi di concentramento e ai progetti di armamento nei pressi di Mühldorf. Il processo durò dal 1º aprile al 13 maggio 1947 e si concluse con 12 verdetti di colpevolezza.

## Storia
Nel luglio 1944 erano in corso i lavori di costruzione per il progetto Weingut I, lo scopo era di costruire un bunker per la produzione del Messerschmitt Me 262, il primo aereo militare operativo dotato di motori a reazione. Il progetto fu gestito dalla società Polensky & Zöllner (P&Z) per conto dell'Organizzazione Todt (OT). A questo progetto erano collegati anche diversi campi di concentramento nei dintorni di Mühldorf, a Mettenheim, a Mühldorfer Hart, a Mittergars e a Thalham, vicino a Obertaufkirchen. Nelle vicinanze del cantiere c'erano anche altri campi di lavoro gestiti dall'Organizzazione Todt, la maggior parte dei quali ospitava i lavoratori forzati.

## L'accusa
L'incriminazione si basò sui risultati della War Crimes Investigating Team #6827 che indagò e raccolse le prove relative ai crimini di guerra. L'indagine stabilì che le percosse, il lavoro eccessivo, le pessime condizioni di vita, gli alloggi inadeguati, l'abbigliamento e l'alimentazione gravemente insufficienti, oltre alla mancata fornitura di cure mediche causarono la morte di almeno 1.800 prigionieri: il lavoro estenuante combinato con la malnutrizione fu la causa principale delle morti, fenomeno descritto come "sterminio tramite il lavoro".
Gli imputati furono anche accusati di aver partecipato intenzionalmente al maltrattamento e all'uccisione dei civili non tedeschi e dei prigionieri di guerra come parte di un disegno comune. La base giuridica per i procedimenti era la Legal and Penal Administration, entrata in vigore nel marzo 1947 e basata sui decreti del Governo militare (Office of Military Government, United States; OMGUS). 
La Legge del Consiglio di Controllo n. 10 del 20 dicembre 1945, in base alla quale potevano essere condannate le persone accusate di crimini di guerra, crimini contro la pace o crimini contro l'umanità, ebbe un ruolo minore nei processi militari.

## Gli imputati
Nel processo di Mühldorf furono processate 14 persone:
- Franz Auer, SS-Hauptscharführer e responsabile dei lavoratori forzati in qualità di capo della distribuzione della manodopera;
- Karl Bachmann, direttore della filiale di Monaco della P&Z e responsabile del coordinamento dell'impiego della manodopera nei cantieri;
- Wilhelm Bayha, SS-Oberscharführer della guardia;
- Heinrich Engelhardt, SS-Hauptscharführer e aiutante;
- Erika Flocken, medico dell'OT e responsabile dell'assistenza medica dei prigionieri e delle selezioni per Auschwitz;
- Karl Gickeleiter, capocantiere P&Z presso il cantiere principale della Weingut I;
- Hermann Giesler, direttore capo dell'OT;
- Daniel Gottschling, SS-Unterscharführer e responsabile della fornitura di cibo ai prigionieri;
- Wilhelm Griesinger, architetto del cantiere principale e responsabile dei contratti;
- Wilhelm Jergas, SS-Hauptscharführer nel campo forestale e responsabile della sorveglianza del cantiere principale;
- Anton Ostermann, Hauptmann e responsabile della sorveglianza del campo forestale;
- Jakob Schmidberger, SS-Scharführer e guardia al campo forestale;
- Herbert Spaeth, SS-Hauptscharführer della guardia;
- Otto Sperling, dipendente della P&Z, responsabile dell'impianto di miscelazione del cemento nel cantiere principale.

## I giudizi
Tutti gli imputati si dichiararono non colpevoli. I verdetti furono resi noti il 13 maggio 1947, solo gli imputati Bachmann e Ostermann furono assolti. Il coinvolgimento di Bachmann per le condizioni di vita del campo di lavoro non poté essere provato e Ostermann aveva ricevuto un cosiddetto certificato di buona salute dai prigionieri nell'aprile 1945. Auer, Flocken, Jergas, Spaeth e Sperling furono condannati a morte tramite impiccagione. Engelhardt e Giesler furono condannati all'ergastolo. Gickeleiter, Griesinger e Schmidberger furono condannati a 20 anni, Gottschling a 15 anni e Bayha a 10 anni di prigione. Al termine del processo, i prigionieri furono portati nella prigione di Landsberg.
Auer fu giustiziato il 26 novembre 1948. Le altre condanne a morte furono commutate in ergastolo nel maggio 1947 e in seguito gradualmente ridotte. Bayha fu rilasciato il 24 febbraio 1952. L'ergastolo di Heinrich Engelhard fu ridotto a 25 anni nel maggio 1948, a 15 anni nell'agosto 1951 e definitivamente rilasciato il 16 giugno 1955. La pena di Erika Flocken fu ridotta a 38 anni e poi rilasciata il 13 luglio 1958. Gickeleiter fu rilasciato il 19 luglio 1952 dopo che la pena fu ridotta due volte. Giesler scontò la sua pena fino al 18 ottobre 1952, mentre Gottschling fu rilasciato l'11 gennaio 1952 dopo che la sua pena era stata ridotta nel luglio 1951. La pena di Griesinger durò fino al 28 febbraio 1952, mentre Jergas fu rilasciato il 9 aprile 1958 dopo aver subito diverse riduzioni di pena. Schmidberger fu il primo degli imputati a essere rilasciato il 14 dicembre 1951. La pena detentiva di Spaeth durò fino al 4 luglio 1957, mentre Sperling rimase in carcere fino al 20 luglio 1957.

## Processi successivi
Il comandante del complesso di Mühldorf, Walter Langleist, e Johann Kirsch, comandante di Mittergars, sottocampo di Dachau a Mühldorf, erano già stati condannati a morte nel processo principale di Dachau nel dicembre 1945 e giustiziati il 28 maggio 1946.
Nel cosiddetto Mühldorf-Ringprozess (United States of America v. Michael Vogel et al. - Case No. 000-50-2-112), altri sette imputati, tra cui un Kapo, furono accusati nel processo principale di Dachau del 1947. Oltre a quattro condanne all'ergastolo ci fu anche un'assoluzione.
Georg Schallermair fu processato anche in un altro processo secondario (Case No. 000-50-2-121 US vs. Georg Schallermair). L'ex Rapportführer del complesso di Mühldorf fu accusato di aver maltrattato i prigionieri, in alcuni casi causandone la morte. Schallermair fu condannato a morte il 23 settembre 1947 e giustiziato il 7 giugno 1951.